# Jezno
Jezno (lit. Jieznas) – miasto na Litwie, położone w okręgu kowieńskim, 16 km od Pren w rejonie preńskim.

## Historia
Miejscowe dobra do 1508 roku były królewszczyzną. Otrzymał je kniaź Matwiej Mikitynicz-Hołowczyński – powiernik królowej Heleny, żony Aleksandra Jagiellończyka. W 1633 roku Jezno kupili Pacowie, którzy tu urządzili swoją główną rezydencję. Wspaniały pałac zbudował Antoni Michał Pac według projektu Glaubitza. Pałac miał mieć tyle okien ile dni w roku, pokoi – ile tygodni, sal – ile miesięcy. Po konfiskacie majątku Paców w 1835 roku został rozszabrowany i w 1837 spłonął, do czasów współczesnych zachowała się jedynie część jednego ze skrzydeł, w którym po II wojnie mieściła się szkoła z internatem. Zachował się park nad brzegiem jeziora Jezno o powierzchni 3 ha.
Kościół katolicki, barokowy, przebudowany w 1634 roku z XVI-wiecznego zboru kalwińskiego przez Krzysztofa Paca i rozbudowany przez Antoniego Paca w latach 1768–1772. We wnętrzu bogata polichromia i rokokowe wyposażenie. W podziemiach krypta z grobami Paców.

## Galeria

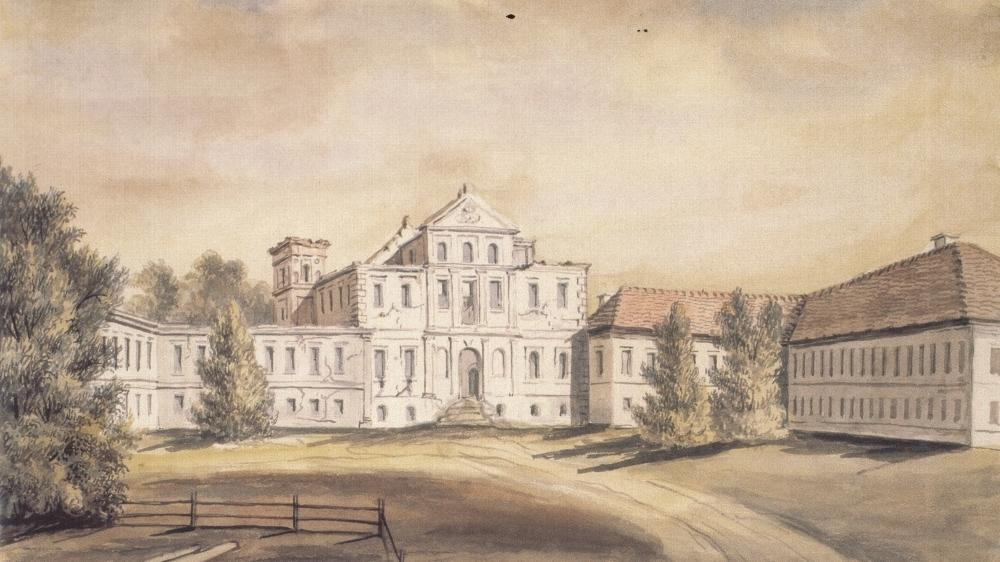
Pałac Paców na obrazie Napoleona Ordy w 1875 roku
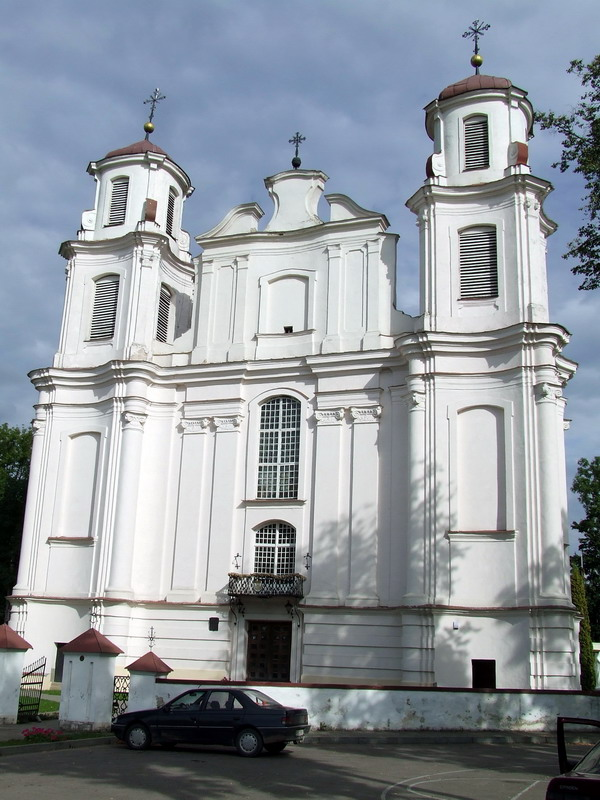
Kościół św. Michała Archanioła i św. Jana Chrzciciela
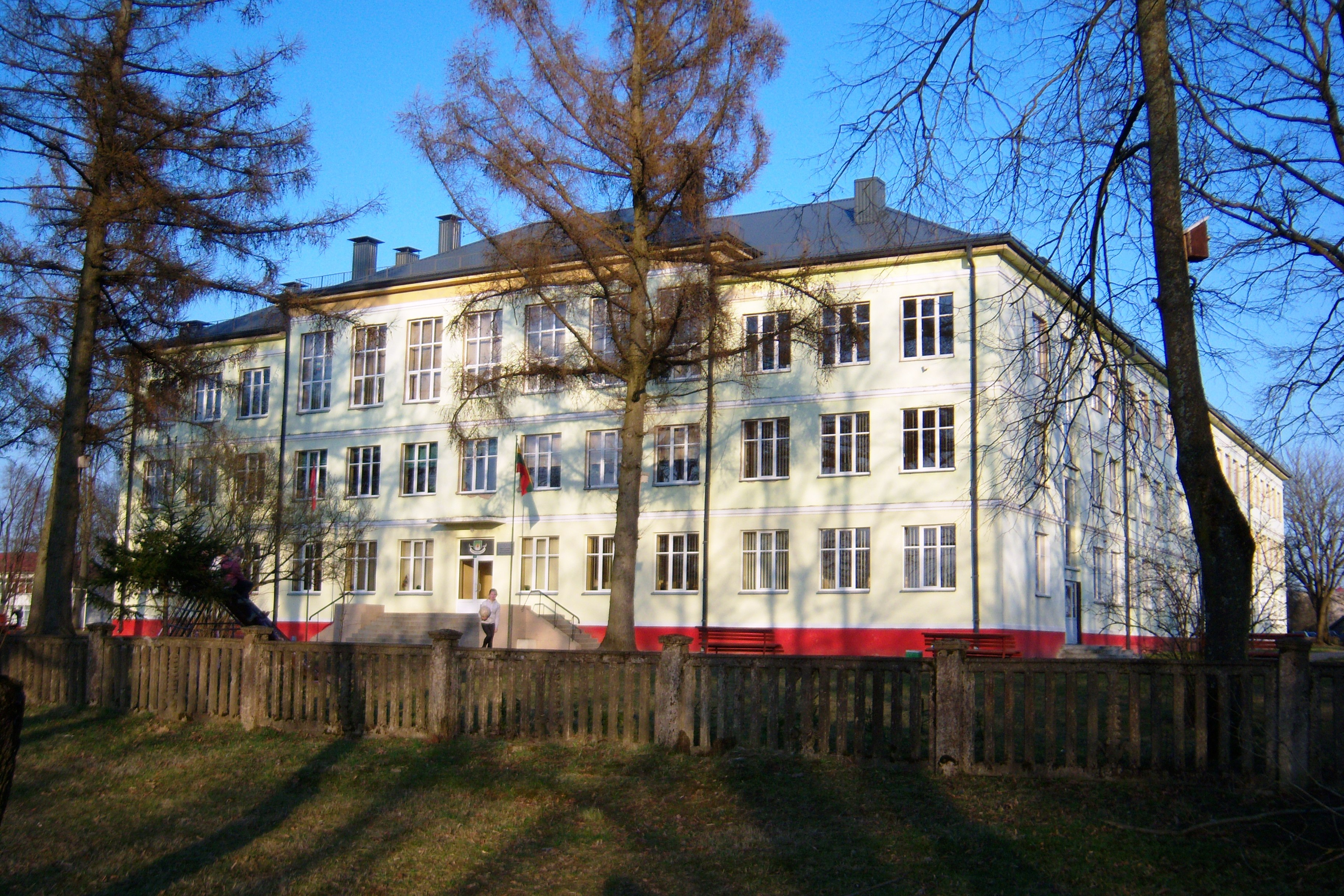
Gimnazjum